# 韩浚 (明朝)
韩浚（？—？），字邃之，號晶宇，山东淄川县（今山东淄博）人，明朝政治人物。同进士出身。

## 生平
萬曆二十五年（1597年）丁酉科山東鄉試第三名舉人。萬曆二十六年（1598年）聯捷戊戌科進士。工部觀政，授赣榆县知县，调南直隶嘉定县知县，典萬曆二十八年庚子科应天府乡试，清理河渠，修葺城钟，建明德书院，编纂县志。三十三年行取，三十六年擢广西道监察御史。时神宗殆政日久，韩浚上疏谏言，有“积怠成玩，积玩成弛”之语。出巡两浙盐政，四十年三月巡按江西，四十四年二月巡视京营，迁掌河南道监察御史。四十五年十月转大理寺右寺丞，四十七年三月任殿试读卷官，升都察院右佥都御史、巡抚保定，多次称病辞官，次年归里。